# Sydney FC
Sydney FC – australijski, profesjonalny klub piłkarski z siedzibą w Sydney (Nowa Południowa Walia), założony 1 listopada 2004. Zespół występuje w rozgrywkach A-League; pięciokrotny mistrz Australii (2006, 2010, 2017, 2019, 2020), czterokrotny triumfator sezonu zasadniczego (2010, 2017, 2018, 2020), zdobywca pucharu FFA Cup (2017) i triumfator Klubowych Mistrzostw Oceanii (2005). 

## Historia

### Założenie
W latach 1977 – 2004 najwyższym poziomem rozgrywek krajowych w Australii była liga National Soccer League (NSL). Liga NSL w ostatnim okresie istnienia przechodziła problemy związane z kwestiami finansowymi i organizacyjnymi, co przyczyniło się do likwidacji tych rozgrywek. Opublikowany w 2003 roku Report of the Independent Soccer Review Committee przyczynił się do powstania nowej krajowej ligi A-League, która jest rozgrywana od 2005 roku.
Początki założenia klubu Sydney FC zostały podjęte w kwietniu 2004 roku przez federacje stanową Soccer New South Wales (obecna nazwa Football NSW), która ogłosiła zamiar ubiegania się o licencję dla klubu w rozgrywkach A-League. W czerwcu 2004 roku do Football Federation Australia (FFA) wpłynęło 20 wniosków o przyznanie licencji na grę w A-League. Dwie spośród złożonych ofert pochodziło z Sydney. Druga konkurencyjna oferta pod nazwą "Sydney Blues" została złożona przez konsorcjum pod przewodnictwem Nicka Politisa. Pomiędzy obiema ofertami wybuchła publiczna awantura, kiedy FFA zapowiedziało poparcie oferty klubu Sydney FC. Przyczyniło się to do wycofania oferty złożonej przez Nicka Politisa. Przez okres czterech kolejnych miesięcy każdy z otrzymanych wniosków licencyjnych był analizowany. Ostatecznie, 1 listopada 2004 roku, pozytywnie rozpatrzono osiem ofert, wpośród których została zaakceptowana oferta klubu Sydney FC. Jednocześnie zgodnie z polityką FFA („jeden klubu z jednego miasta”) klub Sydney FC otrzymał wyłączną licencję na występowanie w rozgrywkach A-Legue na okres 5 lat od sezonu 2005/2006. W tym czasie inny zespół z Sydney nie mógł dołączyć do rozgrywek A-League.
Pierwotnie głównym udziałowcem klubu była federacja Soccer New South Wales. Po przyznaniu licencji dla klubu Sydney FC udział federacji stanowej w klubie został ograniczony z 100% do 25%. Ponadto przewodniczący FFA Frank Lowy wymusił na klubie przeniesienie się do wschodniej części Sydney oraz rozgrywania domowych spotkań na obiekcie Sydney Football Stadium. Początkowo klub miał rozgrywać domowe spotkania na obiekcie Parramatta Stadium. Dodatkowo syn Franka Lowy'a, David Lowy został mianowany na głównego inwestora w klubie. W związku z zaistniałą sytuacją Soccer New South Wales podjęła decyzję o wycofaniu się z klubu Sydney FC. Argumentując swoją decyzję, że klub stał się zabawką dla Franka Lowy i jego rodziny. Ponadto federacja Football NSW wyraziła niechęć do autokratycznego podejścia przewodniczącego Franka Lowy'a w procesie tworzenia klubu oraz braku konsultacji w kluczowych kwestiach dla klubu.

### A-League

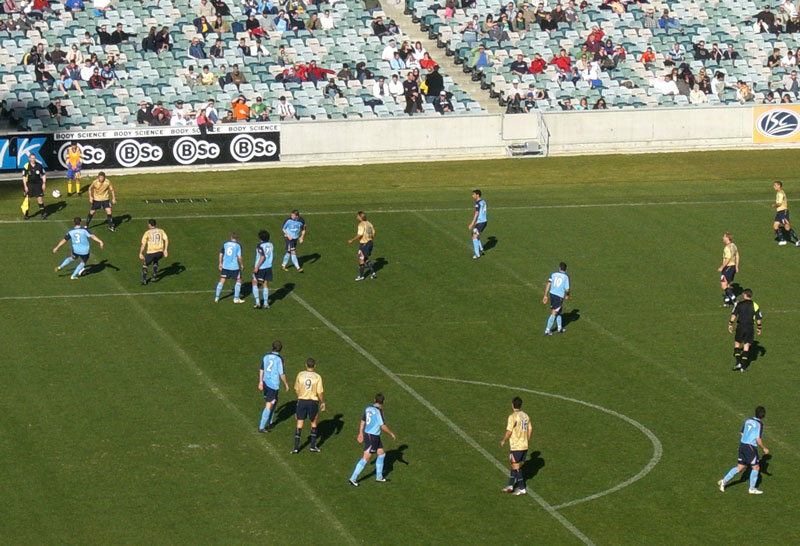
Spotkanie pomiędzy Sydney FC a Newcastle United Jets, rozgrywane w ramach pucharu Pre-Season Challenge Cup (22 lipca 2006)

Pierwszym trenerem w historii klubu został Niemiec Pierre Littbarski, który prowadził klub Sydney FC w sezonie inauguracyjnym (2005/2006) rozgrywek A-League. Sydney FC zainaugurowało rozgrywki w A-League w dniu 28 sierpnia 2005 roku w domowym spotkaniu przeciwko Melbourne Victory FC. Spotkanie zakończyło się remisem 1:1. W sezonie 2005/2006 klub awansował do serii finałowej rozgrywek, w której dotarł do finału (tzw. Grand Final). W meczu finałowym Sydney FC zwyciężyło zespół Central Coast Mariners FC w stosunku 1:0; zdobywając pierwszy tytuł mistrza Australii. W dwóch kolejnych sezonach (2006/2007, 2007/2008), Sydney FC wchodziło do serii finałowej rozgrywek za każdym razem odpadając na etapie ćwierćfinału. W sezonie 2006/2007 Sydney FC zostało wyeliminowane przez drużynę Newcastle United Jets (wynik w dwumeczu 2:3), a w sezonie 2007/2008 przez drużynę Queensland Roar (wynik w dwumeczu 0:2).
W latach 2009 – 2012 trenerem klubu został Czech Vítězslav Lavička. Za kadencji trenera Vítězslava Lavička klub Sydney FC w sezonie 2009/2010, zajął 1. miejsce w sezonie zasadniczym oraz w serii finałowej dotarł do finału rozgrywek. W finale po rzutach karnych Sydney FC pokonał zespół Melbourne Victory (w meczu 0:0, w rzutach karnych 4:2), zdobywając drugi tytuł mistrzowski. W sezonie 2011/2012 Sydney FC drugi raz za kadencji trenera Lavička awansował do serii finałowej, kończąc swój udział na rundzie eliminacyjnej (porażka 0:2 z Wellington Phoenix FC). W sezonach 2013/2014 Sydney FC ponownie awansował do serii finałowej rozgrywek. Kończąc swój udział na rundzie eliminacyjnej, odpadając z Melbourne Victory (porażka 1:2).
Od sezonu 2014/2015 trenerem klubu był Australijczyk Graham Arnold. Za kadencji trenera Grahama Arnolda Sydney FC w sezonie 2014/2015 trzeci raz w swojej historii wystąpiło w meczu finałowym rozgrywek. W finale Sydney FC uległo drużynie Melbourne Victory 0:3. W trakcie sezonu 2016/2017 został rozegrany finał krajowo pucharu – FFA Cup (2016). W finale Sydney FC podejmowało zespół Melbourne City FC. Finał zakończył się porażką klubu z Sydney w stosunku 0:1. Rozgrywki sezonu zasadniczego Sydney FC zakończył na 1. miejscu, a w serii finałowej wystąpił w finale. W finale drużyna Sydney FC po rzutach karnych pokonała zespół Melbourne Victory (w meczu 1:1, w rzutach karnych 4:2), zdobywając trzeci tytuł mistrza kraju.
W sezonie 2017/2018, Sydney FC drugi raz z rzędu wystąpił w finale pucharu FFA Cup (2017). W finale przecinkiem drużyny Sydney FC był klub Adelaide United. Mecz zakończył się zwycięstwem Sydney FC po dogrywce 2:1. W rozgrywkach ligowych drużyna Sydney FC zajęła 1. miejsce w sezonie zasadniczym. Natomiast w serii finałowej Sydney FC zakończyło zmagania na etapie półfinału, w którym uległ po dogrywce drużynie Melbourne Victory w stosunku 2:3.
Po zakończonym sezonie trener Graham Arnold opuścił drużynę Sydney FC na rzecz stanowiska selekcjonera reprezentacji Australii. Od sezonu 2018/2019 trenerem klubu został Australijczyk Steve Corica. W sezonie 2018/2019, drużyna trzeci raz z rządu wystąpiła w finale pucharu FFA Cup (2018) oraz drugi raz z rzędu na tym etapie rozgrywek Sydney FC rywalizował z drużyną Adelaide United. Mecz finałowy zakończył się porażką Sydney FC w stosunku 1:2. W sezonie zasadniczym 2018/2019 Sydney FC uplasowało się na 2. miejscu, a w serii finałowej klub wystąpił w finale. W finale drużyna Sydney FC pokonała po rzutach karnych zespół Perth Glory FC (w meczu 0:0; w rzutach karnych 4:1), zdobywając czwarty tytuł mistrza kraju.
W sezonie 2019/2020 klub został triumfatorem sezonu zasadniczego, a następnie po pokonaniu Perth Glory w półfinale (2:0) oraz zwycięstwie w finale z Melbourne City (1:0 po dogrywce) stał się po raz piąty mistrzem kraju.

### Rozgrywki międzynarodowe

#### Klubowe Mistrzostwa Oceanii
W 2005 roku zostały przeprowadzone australijskie kwalifikacje do Klubowych Mistrzostw Oceanii. Drużyna Sydney FC rozpoczęła zmagania od 1. rudny, eliminując po drodze następujących przeciwników: Queensland Roar (3:0) oraz Perth Glory FC (2:1). W finale kwalifikacji drużyna Sydney FC pokonała zespół Central Coast Mariners FC w stosunku 1:0 i awansowała do turnieju głównego Klubowych Mistrzostw Oceanii w 2005 roku.
W turnieju głównym Sydney FC wystąpiło w grupie A, w której przeciwnikami były następujące zespoły: A.S. Pirae, Auckland City FC i Sobou FC. Drużyna Sydney FC w fazie grupowej odniosła komplet zwycięstw i awansowała z 1. miejsca do półfinału turnieju. W półfinale drużyna Sydney FC, pokonała zespół Tafea F.C. z Vanuatu w stosunku 6:0. W finale turnieju zespół Sydney FC podejmował nowokaledoński zespół AS Magenta. Finał zakończył się zwycięstwem Sydney FC w stosunku 2:0.

#### Klubowe Mistrzostwa Świata
Sydney FC dzięki zwycięstwu w Klubowych Mistrzostwach Oceanii zapewniło sobie udział w Klubowych Mistrzostwach Świata rozgrywanych w 2005 roku w Japonii. Drużyna Sydney FC rozpoczęła zmagania od ćwierćfinału, w którym zmierzyła się z kostarykańskim zespołem Deportivo Saprissa. Mecz zakończył się porażką Sydney FC w stosunku 0:1. Porażka sprawiła, że Sydney FC w drugim meczu turniejowym zagrała o 5. miejsce z egipskim klubem Al-Ahly Kair. Spotkanie zakończyło się zwycięstwem Sydney FC, które pokonało klub Al-Ahly Kair 2:1.

#### Azjatycka Liga Mistrzów
Sydney FC w dotychczasowej historii pięciokrotnie występował w rozgrywkach Azjatyckiej Ligi Mistrzów (ACL). Czterokrotnie Sydney FC kończyło rozgrywki na fazie grupowej (sezony: 2007, 2011, 2018 i 2019) oraz raz zespół awansował do 1/8 finału rozgrywek (sezon 2016).
Debiut w tych rozgrywkach nastąpił w dniu 7 marca 2007 roku, w wyjazdowym spotkaniu przeciwko chińskiemu zespołowi Shanghai Greenland. Spotkanie zakończyło się zwycięstwem Sydney FC 1:2. W pierwszym swoim starcie zespół zakończył rozgrywki na fazie grupowej.
Najlepszy rezultat Sydney FC osiągnęło w sezonie 2016. Wówczas po raz pierwszy klub wyszedł z fazy grupowej ACL i zakończył swój udział na 1/8 finału. W 1/8 finału Sydney FC podejmowało w dwumeczu chiński zespół Shandong Luneng Taishan. Dwumecz zakończył się remisem 3:3 i o awansie decydowała zasada bramek na wyjeździe, która promowała zespół chiński do kolejnej fazy rozgrywek (pierwszy mecz wyjazdowy 1:1; drugi mecz domowy 2:2).

### Sydney FC w poszczególnych sezonach
| Sezon     | Miejsce | M  | Z  | R  | P  | B     | Pkt | Seria finałowa        | Pre-Season Challenge Cup, FFA Cup | Azjatycka Liga Mistrzów |
| --------- | ------- | -- | -- | -- | -- | ----- | --- | --------------------- | --------------------------------- | ----------------------- |
| 2005/2006 | 2       | 21 | 10 | 6  | 5  | 35–28 | 36  | mistrzostwo           | półfinał                          | –                       |
| 2006/2007 | 4       | 21 | 8  | 8  | 5  | 29–19 | 29  | ćwierćfinał           | 3. miejsce                        | faza grupowa            |
| 2007/2008 | 3       | 21 | 8  | 8  | 5  | 28–24 | 32  | ćwierćfinał           | 7. miejsce                        | –                       |
| 2008/2009 | 5       | 21 | 7  | 5  | 9  | 33–32 | 26  | brak awansu           | faza grupowa                      | –                       |
| 2009/2010 | 1       | 27 | 15 | 3  | 9  | 35–23 | 48  | mistrzostwo           | –                                 | –                       |
| 2010/2011 | 9       | 30 | 8  | 10 | 12 | 35–40 | 34  | brak awansu           | –                                 | faza grupowa            |
| 2011/2012 | 5       | 27 | 10 | 8  | 9  | 37–42 | 38  | runda eliminacyjna    | –                                 | –                       |
| 2012/2013 | 7       | 27 | 9  | 5  | 13 | 41–51 | 32  | brak awansu           | –                                 | –                       |
| 2013/2014 | 5       | 27 | 12 | 3  | 12 | 40–38 | 39  | runda eliminacyjna    | –                                 | –                       |
| 2014/2015 | 2       | 27 | 14 | 8  | 5  | 52–35 | 50  | finalista Grand Final | ćwierćfinał                       | –                       |
| 2015/2016 | 7       | 27 | 8  | 10 | 9  | 36–36 | 34  | brak awansu           | 1/8 finału                        | 1/8 finału              |
| 2016/2017 | 1       | 27 | 20 | 6  | 1  | 55–12 | 66  | mistrzostwo           | finalista                         | –                       |
| 2017/2018 | 1       | 27 | 20 | 4  | 3  | 64–22 | 64  | półfinał              | zwycięzca                         | faza grupowa            |
| 2018/2019 | 2       | 27 | 16 | 4  | 7  | 43–29 | 52  | mistrzostwo           | finalista                         | faza grupowa            |
| 2019/2020 | 1       | 26 | 16 | 5  | 5  | 49-25 | 53  | mistrzostwo           | 1/16 finału                       |                         |

Źródło: www.ultimatealeague.com.
Legenda:

    mistrzostwo ligi, 1. miejsce w sezonie zasadniczym lub zwycięstwo w innych rozgrywkach;

    2. miejsce w sezonie zasadniczym lub finał rozgrywek;

    3. miejsce w sezonie zasadniczym lub 3. miejsce w innych rozgrywkach.

## Rezerwy i sekcja kobieca

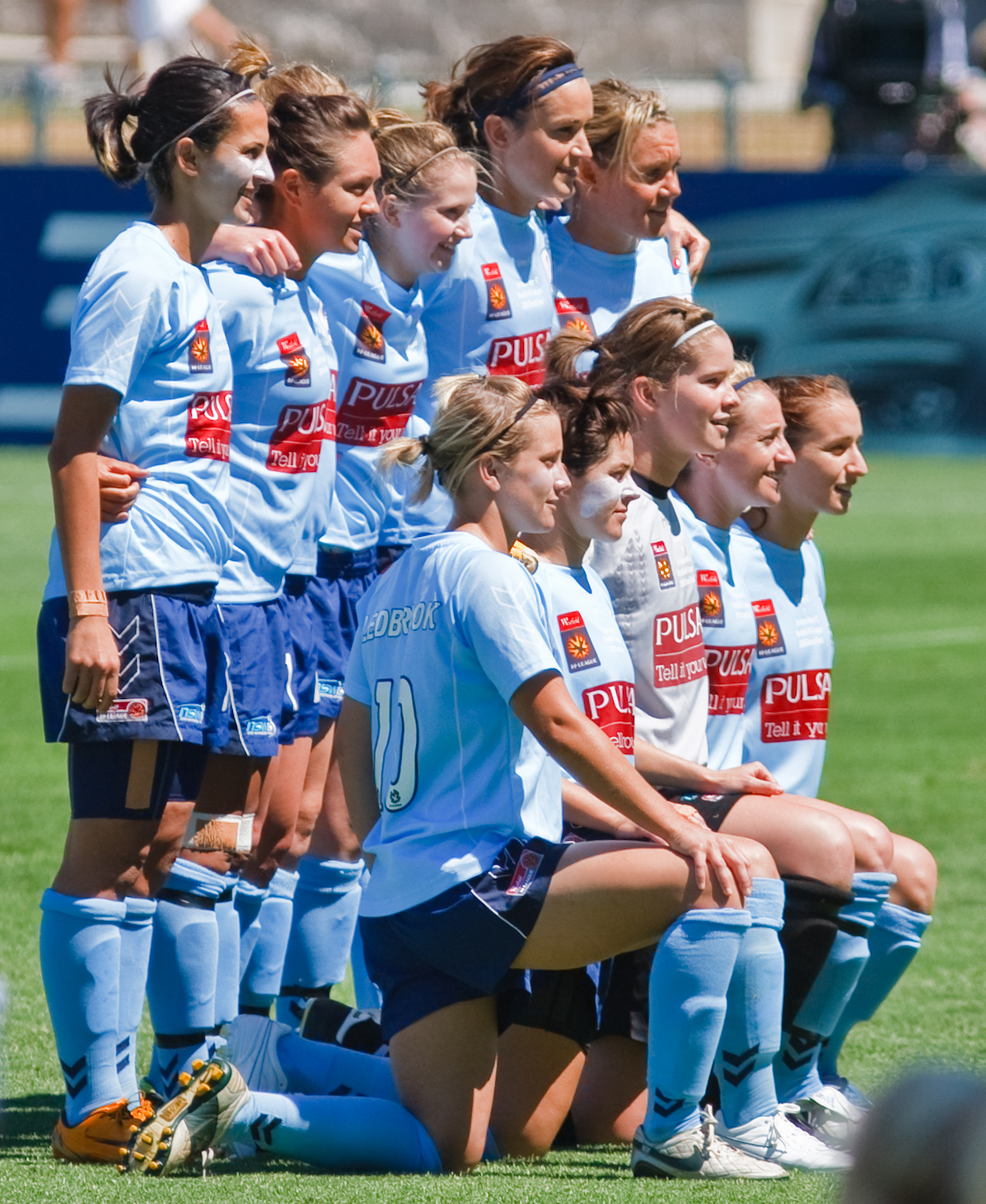
Sekcja kobieca klubu (19 grudnia 2009)

### Rezerwy

#### Sekcja młodzieżowa
Sekcja młodzieżowa klubu Sydney FC została założona w 2008 roku, gdy po raz pierwszy zorganizowano rozgrywki juniorskiej ligi A-League National Youth League (NYL). Zespół młodzieżowy w latach 2009, 2014 i 2016 zdobywał mistrzostwo Australii w rozgrywkach młodzieżowych oraz trzykrotnie zwyciężał w sezonie zasadniczym (2009, 2016, 2017). Juniorzy Sydney FC rozgrywają spotkania domowe na obiekcie Cromer Park.

#### Sydney FC Reserves
W 2015 roku federacja stanowa Football NSW opublikowała raport, który zalecił włączenie akademii piłkarskich klubów Central Coast Mariners FC, Sydney FC oraz Western Sydney Wanderers FC do rozgrywek stanowych. W tym samym roku potwierdzono, że rezerwy klubu Sydney FC zostaną włączone do rozgrywek organizowanych przez federację stanową Football NSW – National Premier Leagues NSW. Dodatkowo rezerwy różnych grup wiekowych rywalizują w rozgrywkach stanowych w odpowiedniej dla siebie kategorii wiekowej.

### Sekcja kobieca
Sekcja kobieca klubu Sydney FC została założona w 2008 roku i przystąpiła do rozgrywek W-League od sezonu 2008/2009. Inauguracyjne spotkanie odbyło się 25 października 2008 roku w meczu wyjazdowym przeciwko kobiecemu zespołowi Perth Glory FC. Spotkanie zakończyło się zwycięstwem Sydney FC w stosunku 0:4. Sekcja kobieca klubu trzykrotnie sięgała po mistrzostwo Australii w latach 2009, 2013 i 2019 oraz dwukrotnie triumfowała w sezonie zasadniczym rozgrywek (2009, 2011).

## Sukcesy

### Seniorzy

#### Krajowe
- Mistrz Australii (4): 2006, 2010, 2017, 2019, 2020;
- Finalista Grand Final (1): 2015;
- Zwycięzca sezonu zasadniczego (3): 2010, 2017, 2018, 2020;
- Zwycięzca pucharu FFA Cup (1): 2017;
- Finalista pucharu FFA Cup (2): 2016, 2018;

#### Międzynarodowe
- Zwycięzca Klubowych Mistrzostw Oceanii (1): 2005;
- 5. miejsce w Klubowych Mistrzostwach Świata (1): 2005.

### Juniorzy
- Mistrz Australii w rozgrywkach młodzieżowych (3): 2009, 2014, 2016;
- Finalista Grand Final (1): 2017;
- Zwycięzca sezonu zasadniczego (1): 2009;
- Zwycięzca Konferencji B (2): 2016, 2017.

### Sekcja kobiet
- Mistrz Australii (3): 2009, 2013, 2019;
- Finalista Grand Final (3): 2011, 2016, 2020;
- Zwycięzca sezonu zasadniczego (2): 2009, 2011.

## Trenerzy

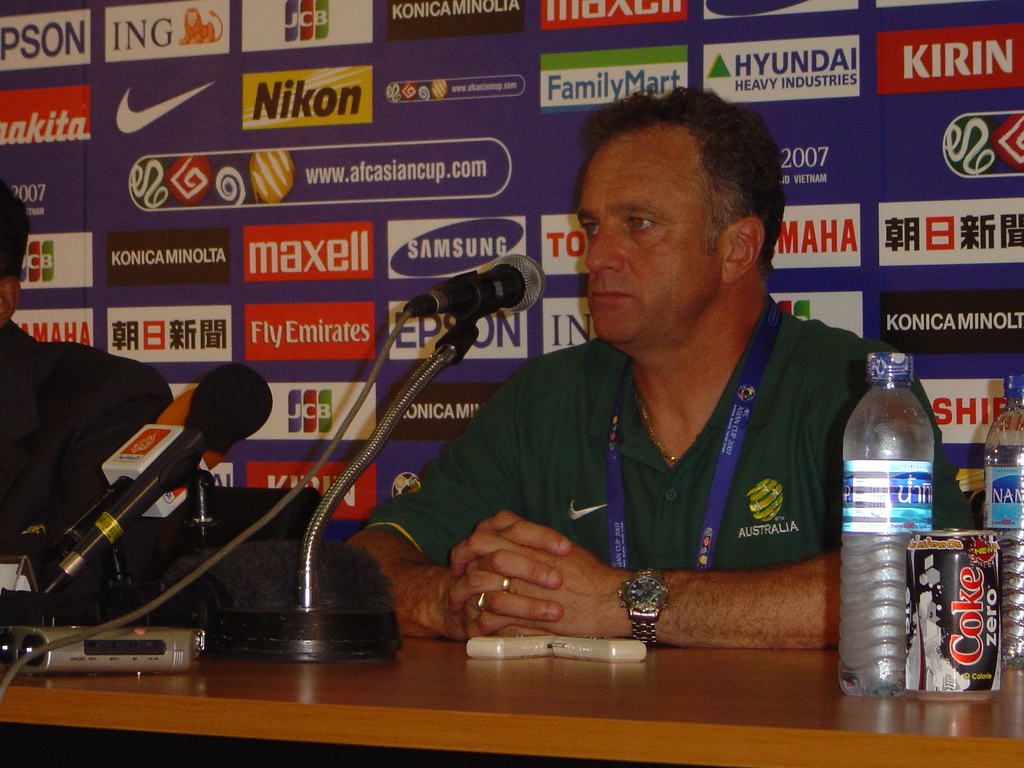
Graham Arnold, trener Sydney FC od 2014 roku

| Lp. | Trenerzy          | Lata                                    |
| --- | ----------------- | --------------------------------------- |
| 1   | Pierre Littbarski | 26 lutego 2005 – 3 maja 2006            |
| 2   | Terry Butcher     | 1 lipca 2006 – 7 lutego 2007            |
| 3   | Branko Čulina     | 8 lutego 2007 – 22 października 2007    |
| 4   | John Kosmina      | 24 października 2007 – 30 stycznia 2009 |
| 5   | Vítězslav Lavička | 1 lutego 2009 – 30 czerwca 2012         |
| 6   | Ian Crook         | 1 lipca 2012 – 11 listopada 2012        |
| 7   | Steve Corica      | 12 listopada 2012 – 27 listopada 2012   |
| 8   | Frank Farina      | 28 listopada 2012 – 23 kwietnia 2014    |
| 9   | Graham Arnold     | 8 maja 2014 – 30 czerwca 2018           |
| 10  | Steve Corica      | 1 lipca 2018 –                          |

## Stadion

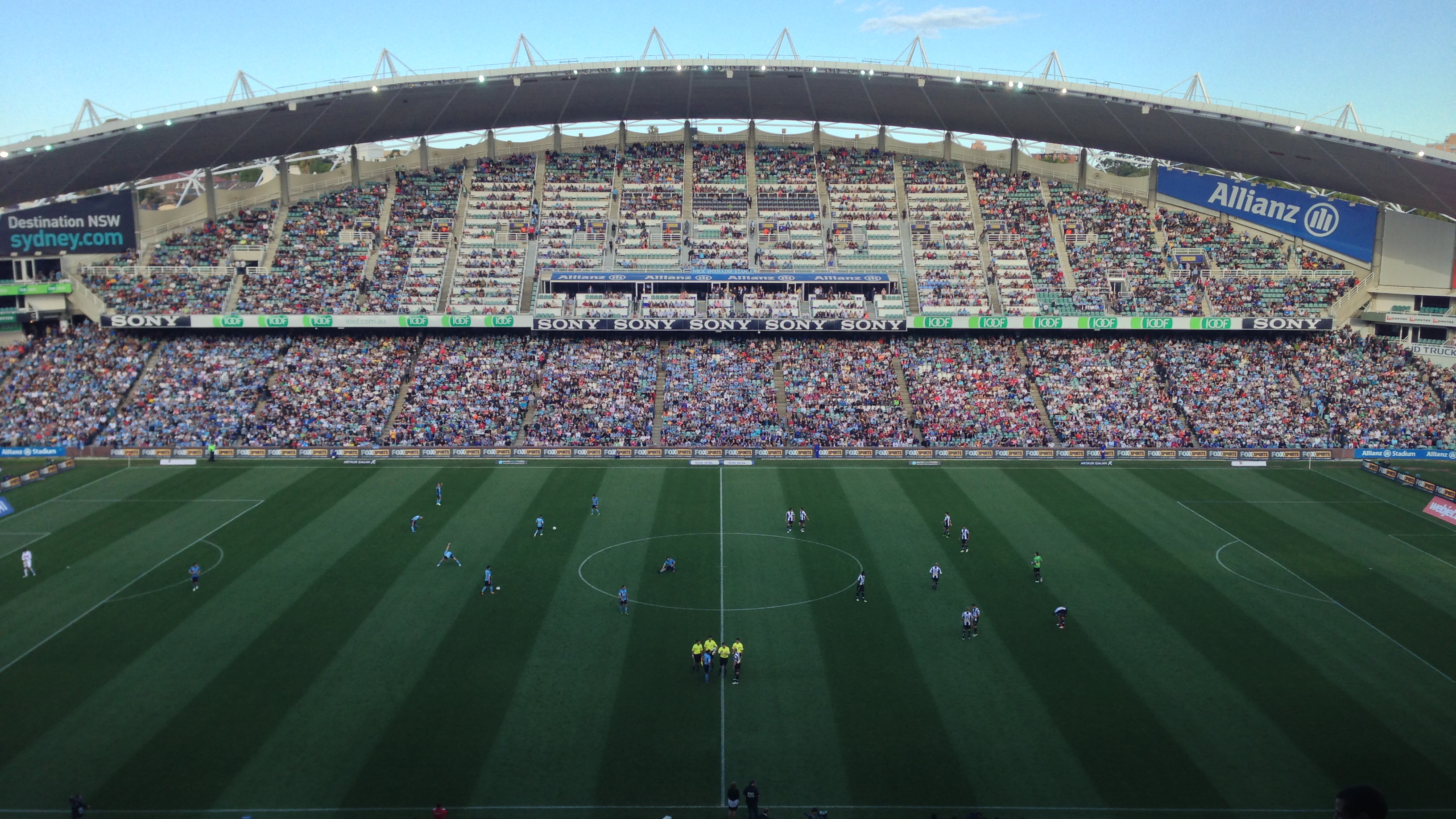
Sydney Football Stadium

Sydney FC od czasu przystąpienia do rozgrywek A-League w sezonie 2005/2006 rozgrywa swoje mecze domowe na obiekcie Sydney Football Stadium (również Allianz Stadium) o pojemności 45 500 widzów. Stadion został oddany do użytki w 1988 roku, położony jest na alei Driver Avenue w dzielnicy Moore Park (City of Sydney). Transport publiczny w okolicy stadionu obsługiwany jest przez komunikację autobusową oraz kolejową (stacja Olympic Park). Dodatkowo w sąsiedztwie stadionu znajduje się kilka parkingów samochodowych dla kibiców.
Sydney FC sporadycznie swoje mecze domowe rozgrywał również na innych obiektach sportowych w Sydney oraz w Wollongong (Nowa Południowa Walia). Dotychczas w roli gospodarza wystąpił na siedmiu innych stadionach:
- Campbelltown Stadium w Sydney,
- Jubilee Oval w Sydney,
- Leichhardt Oval w Sydney,
- Parramatta Stadium w Sydney,
- Stadium Australia w Sydney,
- Sydney Cricket Ground w Sydney,
- Wollongong Showground w Wollongong (Nowa Południowa Walia).

## Kibice i rywalizacje

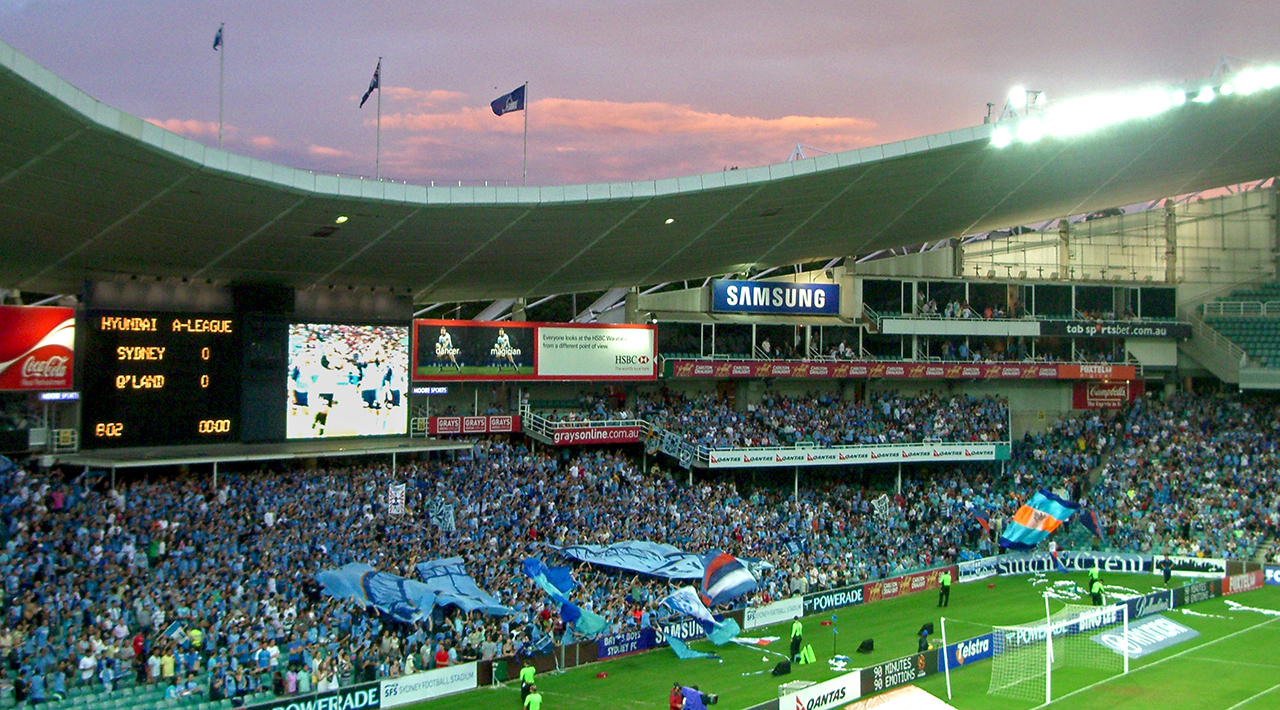
Kibice Sydney FC z grupy The Cove

Kibice prowadzący doping na meczach Sydney FC skupieni są wokół grupy The Cove (pol. Zatoczka), którzy podczas spotkań domowych zasiadają na północnej trybunie (tzw. Paddington) stadionu Sydney Football Stadium w sektorach 22, 23 i 26. Kibice zrzeszeni wokół grupy The Cove prowadzą własną stronę internetową pod adresem internetowym sfcu.com.au.

### Derby Sydney
Derby Sydney, lokalne derby rozgrywane pomiędzy dwoma zespołami z stolicy stanu Nowa Południowa Walia: Sydney FC i Western Sydney Wanderers FC. Do pierwszego spotkania między obiema drużynami doszło 20 października 2012 roku i zakończyło się zwycięstwem Sydney FC 1:0.

#### Bilans pojedynków Sydney FC – Western Sydney Wanders FC
| Rozgrywki | M  | Z  | R | P | B+ | B– | +/– |
| --------- | -- | -- | - | - | -- | -- | --- |
| A-League  | 21 | 11 | 6 | 4 | 37 | 21 | +16 |
| FFA Cup   | 1  | 1  | 0 | 0 | 3  | 0  | +3  |
| Ogółem    | 22 | 12 | 6 | 4 | 40 | 21 | +19 |

Stan na 19 maja 2019 roku.

### The Big Blue
The Big Blue, określane również jako The City Derby, derby pomiędzy Sydney FC a Melbourne Victory FC. Do pierwszego spotkania między obiema drużynami doszło 28 sierpnia 2005 roku, które zakończyło się remisem 1:1. Ponadto, obie drużyny trzykrotnie spotykały się w finale rozgrywek krajowych w 2010, 2015 i 2017 roku. Sydney FC triumfowało w dwóch finałach z lat 2010 i 2017, zdobywając tytuły mistrza kraju.
Nazwa derbów ma swoje korzenie w australijskim wariancie języka angielskiego, w którym wyraz blue (pl. niebieski) oznacza walkę (ang. fight) lub kłótnie (ang.  argument). Wynika to z faktu, że obie drużyny grają w strojach o różnych odcieniach koloru niebieskiego.

#### Bilans pojedynków Sydney FC – Melbourne Victory FC
| Rozgrywki                | M  | Z  | R  | P  | B+ | B– | +/– |
| ------------------------ | -- | -- | -- | -- | -- | -- | --- |
| A-League                 | 50 | 15 | 19 | 16 | 74 | 72 | +2  |
| Pre-Season Challenge Cup | 1  | 1  | 0  | 0  | 1  | 0  | +1  |
| Ogółem                   | 51 | 16 | 19 | 16 | 75 | 72 | +3  |

Stan na 19 maja 2019 roku.

## Rekordy
Stan na 19 maja 2019 roku.
Najwyższa wygrana:
- Sobou FC 2:9 Sydney FC (2 czerwca 2005, Klubowe Mistrzostwa Oceanii);
- Darwin Rovers FC 0:8 Sydney FC (2 sierpnia 2017, FFA Cup);
- Sydney FC 7:1 Wellington Phoenix FC (19 stycznia 2013).

Najwyższa porażka:
- Melbourne Victory FC 5:0 Sydney FC (16 października 2005);
- Central Coast Mariners FC 7:2 Sydney FC (3 listopada 2012).

Najwięcej zwycięstw z rzędu:
- 10 spotkań (od 7 maja do 30 lipca 2005 i od 10 sierpnia do 13 listopada 2016).

Najwięcej porażek z rzędu:
- 5 spotkań (od 4 grudnia do 29 grudnia 2010).

Najdłuższa seria bez przegranego meczu:
- 18 spotkań (od 24 lutego do 3 listopada 2017).

Najdłuższa seria bez wygranego meczu:
- 10 spotkań (od 7 sierpnia do 16 października 2010).